# Genius (Unternehmen)
Die Genius GmbH ist ein Hersteller von Küchen- und Haushaltsprodukten und hat ihren Sitz in Limburg an der Lahn, Hessen.

## Geschichte

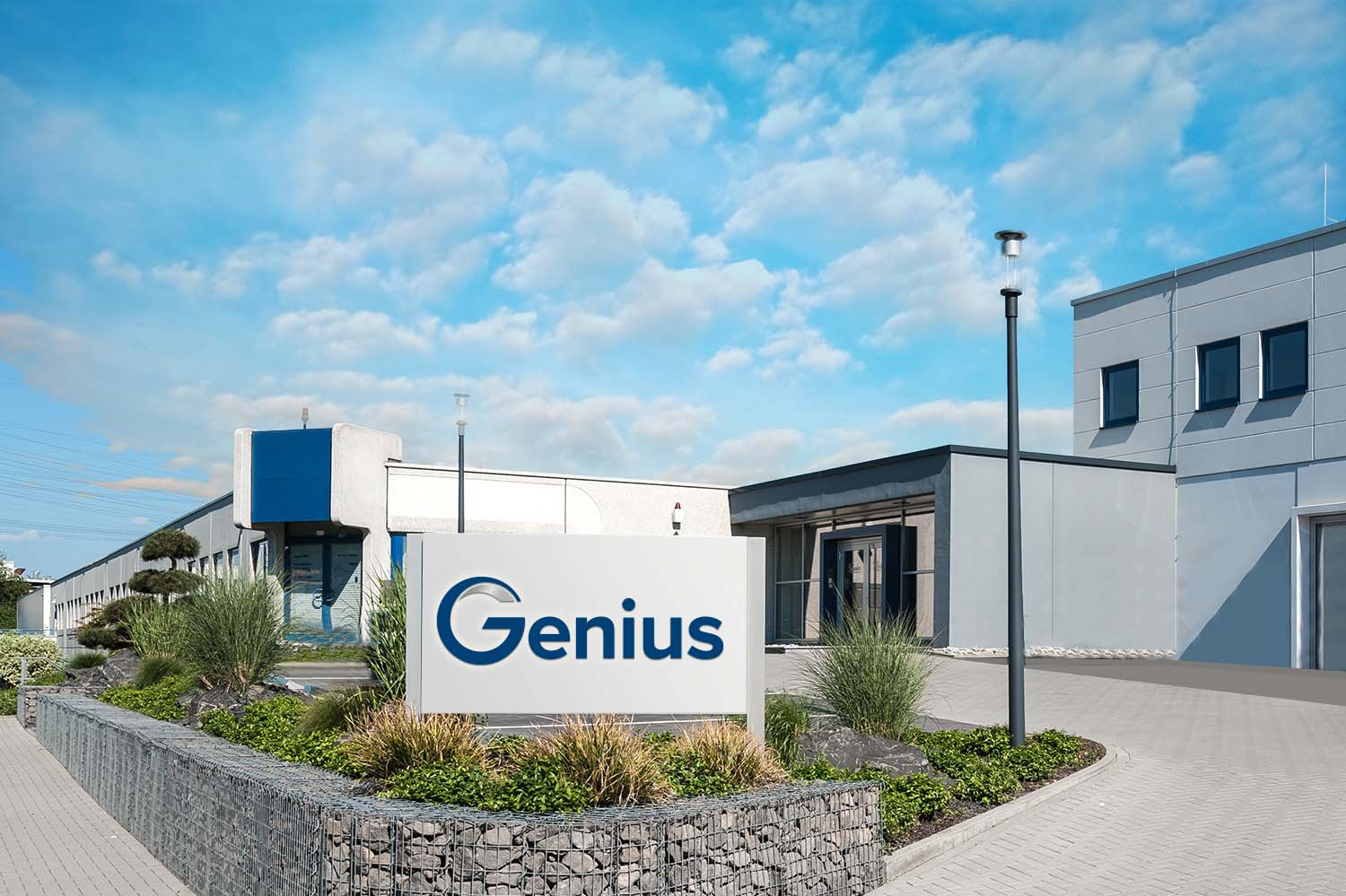
Genius-Firmengebäude im Dachsstück (2020)

1995 wurde die Euro Produkt Marketing GmbH gegründet. 2001 erfolgte die Umfirmierung zur Genius GmbH.
2006 führte Genius ein Vakuumiergerät mit einem Absaugvolumen von 22,5 Litern ein.
Im Februar 2017 begann Genius in Limburg auf 11.000 Quadratmetern mit dem Bau eines neuen Service- und Logistikzentrums. 2020 erzielte das Unternehmen erstmals einen Umsatz von über 100 Millionen Euro. Im März 2021 wurde das Service- und Logistikzentrum um eine 3.000 Quadratmeter große Lagerhalle, eine Tiefgarage mit 83 Stellplätzen sowie weitere Büroflächen und Besprechungsräume erweitert.

## Unternehmensstruktur
Die Genius GmbH mit Sitz in Limburg an der Lahn ist eine 100-prozentige Tochtergesellschaft der Genius Beteiligungs GmbH in Limburg.
Im Geschäftsjahr 2021 beschäftigte Genius 217 Mitarbeiter und erzielte einen Umsatz in Höhe von 95,523 Millionen Euro, nachdem im Vorjahr ein Umsatz in Höhe von 110,645 Millionen Euro erzielt worden war.

## Produkte und Märkte

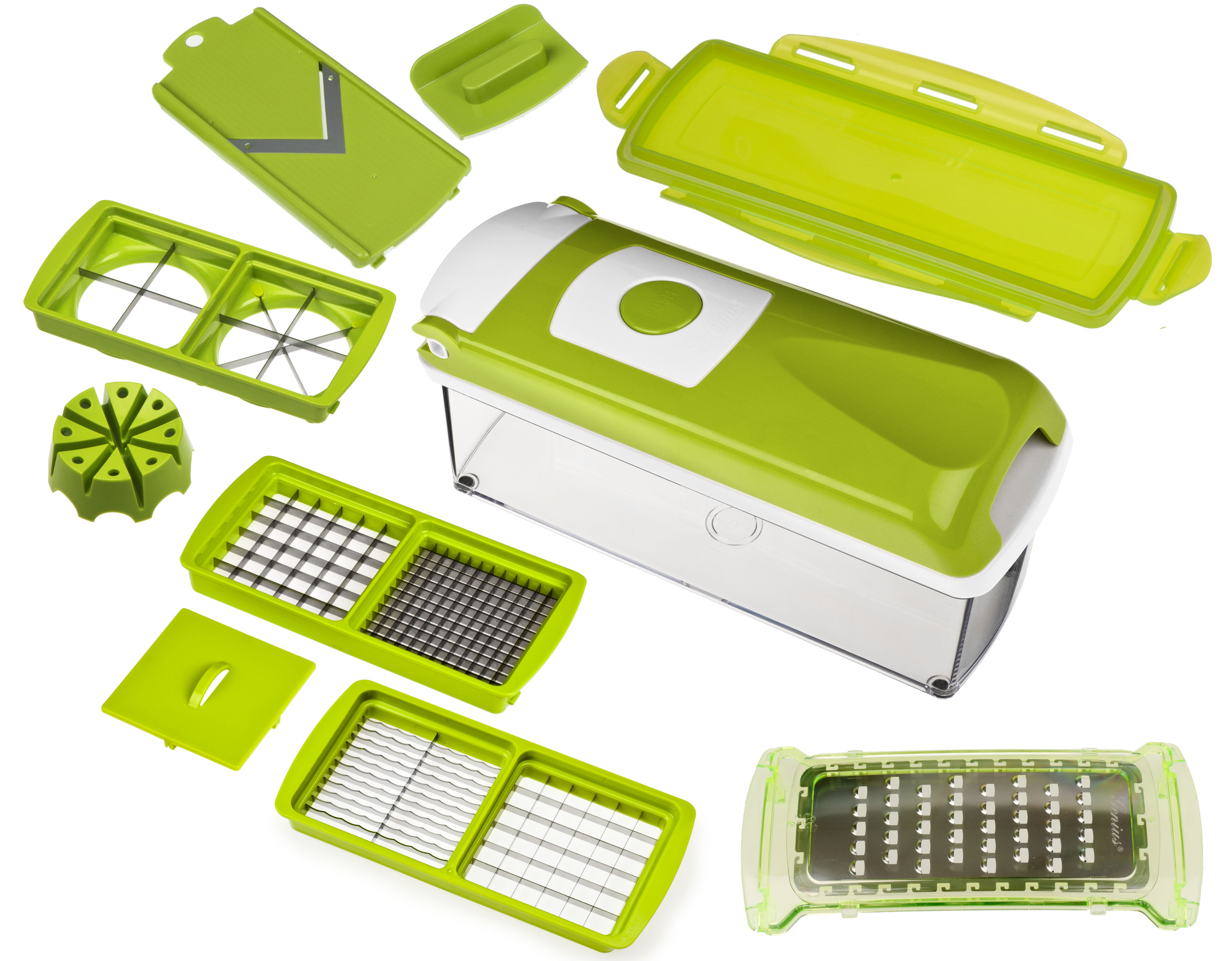
Nicer Dicer Plus Schneidgerät (6. Generation)

Genius vertreibt Küchen- und Haushaltsprodukte über Teleshopping, Online- sowie stationären Handel in Europa, den USA und Asien.
Zu dem TV-Sender Genius TV, gehören noch die vier Sender Genius Exklusiv, Genius Family, Genius Plus TV, Genius Trend und zum Unternehmen, die Zuschauer in Deutschland, Österreich und der Schweiz empfangen können.
Das bekannteste Produkt des Unternehmens ist der Gemüseschneider Nicer Dicer, der weltweit Stand März 2021 über 40 Millionen Mal in 63 Ländern verkauft wurde.

## Auszeichnungen für Nachahmungen
Im Jahr 2018 wurde die Produktfälschung des Küchen-Schneidegerätes Nicer Dicer Plus, das von dem chinesischen Unternehmens Pingyang County Leyi Gift entwickelt und dem gleichnamigen Originalprodukt von Genius nachempfunden wurde, von einer Fachjury mit dem Negativpreis Plagiarius ausgezeichnet.
Zwei Jahre später vergab eine Fachjury den Plagiarius an das chinesische Unternehmen Ningbo A-Biao Plastic Industry & Trade Co., Ltd., das eine gleichnamige Fälschung des Gemüseschneiders Nicer Dicer Quick auf den Markt gebracht hatte.